# Triangle (롤러코스터의 음반)
Triangle은 2006년 2월 27일 롤러코스터가 발매한 음반이다. <숨길 수 없어요>를 타이틀 곡으로 하였다.

## 수록곡
1. Triangle
2. 내가 울고 웃는 사이
3. 눈을 한번 깜박
4. 숨길 수 없어요
5. 님의 노래
6. 두사람
7. Over Joyed
8. 다시 월요일
9. After the Tone
10. 아무도 모른다
11. 괜찮아요
12. 내가 울고 웃는 사이(The Otherside Mix)